# Challenger de Guayaquil 2022
El torneo Challenger Ciudad de Guayaquil 2022 fue un torneo de tenis perteneció al ATP Challenger Tour 2022 en la categoría Challenger 80. Se trató de la 18.ª edición, el torneo tuvo lugar en la ciudad de Guayaquil (Ecuador), desde el 31 de octubre hasta el 6 de noviembre de 2022 sobre pista de tierra batida al aire libre.

## Jugadores participantes del cuadro de individuales
| Favorito | País                 | Jugador                    | Rank1 | Posición en el torneo |
| -------- | -------------------- | -------------------------- | ----- | --------------------- |
| 1        | Bandera de Argentina | Federico Coria             | 73    | FINAL                 |
| 2        | Bandera de Argentina | Tomás Martín Etcheverry    | 89    | Primera ronda         |
| 3        | Bandera de Alemania  | Daniel Altmaier            | 106   | CAMPEÓN               |
| 4        | Bandera de Perú      | Juan Pablo Varillas        | 121   | Semifinales           |
| 5        | Bandera de Argentina | Juan Manuel Cerúndolo      | 136   | Segunda ronda         |
| 6        | Bandera de Italia    | Franco Agamenone           | 159   | Segunda ronda         |
| 7        | Bandera de Argentina | Santiago Rodríguez Taverna | 162   | Primera ronda         |
| 8        | Bandera de Francia   | Mathias Bourgue            | 169   | Segunda ronda         |

- 1 Se ha tomado en cuenta el ranking del 24 de octubre de 2022.

### Otros participantes
Los siguientes jugadores recibieron una invitación (wild card), por lo tanto ingresan directamente al cuadro principal (WC):
- Andrés Andrade
- Álvaro Guillén Meza
- Cayetano March

Los siguientes jugadores ingresan al cuadro principal tras disputar el cuadro clasificatorio (Q):
- Blaise Bicknell
- Marco Cecchinato
- Jan Choinski
- Juan Ignacio Galarza
- Eduardo Ribeiro
- Thiago Seyboth Wild

## Campeones

### Individual Masculino
- Daniel Altmaier derrotó en la final a  Federico Coria, 6–2, 6–4.

### Dobles Masculino
- Guido Andreozzi /  Guillermo Durán derrotaron en la final a  Facundo Díaz Acosta /  Luis David Martínez, 6–0, 6–4.